# Laguna Sacpec
A  Laguna Sacpec  é um lago localizado na Guatemala. Localiza-se no departamento de El Quiché, Município de Uspantán.